# Erynie (powieść)
Erynie – powieść kryminalna autorstwa Marka Krajewskiego, wydana 12 maja 2010 przez Wydawnictwo Znak. Akcja rozgrywa się w 2008 r. we Wrocławiu i stanowi pewną retrospekcję. Rozwiedzione małżeństwo stoi nad grobem, po czym... opowieść przenosi się do Lwowa w roku 1939 oraz epizodycznie Wrocławia w 1949 r. Książka stanowi drugą część cyklu o przygodach komisarza policji ze Lwowa – Edwarda Popielskiego.

## Fabuła
Po odkryciu bestialskiego mordu na dziecku komisarz Edward Popielski znajduje podejrzanego i aranżuje jego morderstwo w szpitalu psychiatrycznym. Po kilku tygodniach prawdziwy morderca ujawnia się i porywa dzieci, z którymi Popielskiego łączy więź uczuciowa, w tym jego wnuka Jerzyka. Morderca próbuje sprowokować komisarza do zabicia go. Wynika to z testamentu ojca mordercy, który jako warunek przekazania mieszkania swojemu wnukowi (synowi mordercy cierpiącemu na padaczkę) określa męczeńską śmierć swojego syna. Prowokacja udaje się, jednak wraz z mordercą umiera jego syn.
Popielski pragnie zemsty i ma wyrzuty sumienia. Także po wojnie mści się na osobach, które pomogły w porwaniu jego wnuka. Jerzyka Popielskiego z kryjówki porywaczy ukradli Cyganie, którzy następnie sprzedali go pewnej rodzinie. Po wojnie zamieszkali we Wrocławiu, gdzie Jerzyk Popielski (pod przybranym nazwiskiem Andrzej Staniszewski) został producentem filmowym. Dopiero w 2008 r. odkrywa on swoją tożsamość dzięki przeprowadzonemu śledztwu dziennikarskiemu.

## Gra planszowa
Wersja kolekcjonerska książki wydana w 2010 r. zawierała oprócz książki i przewodnika informacyjnego również detektywistyczną grę planszową dla 3–5 graczy, stworzoną przez Michała Stachyrę i Macieja Zasowskiego z wydawnictwa Kuźnia Gier

## Adaptacja filmowa
Na podstawie tej powieści oraz Liczb Charona, Rzek Hadesu i W otchłani mroku Telewizja Polska we współpracy z Netfliksem zrealizowała 12-odcinkowy serial kryminalny pt. „Erynie”. Prace nad nim rozpoczęto na początku 2020 r., a premiera pierwszych trzech odcinków nastąpiła 25 października 2022.